# واعر
واعر وهي قرية من قرى محافظة بيشة التابعة إلى منطقة عسير في المملكة العربية السعودية.

## التسمية والموقع
وَاعِر بفتح الواو ثم ألف فعين مكسورة فراء، هي قرية كبيرة تقع شرق وادي بيشة على بعد لأقل من 1 كيلو متر وهي من قرى بني منبه من شهران،  وتبعد القرية عن مدينة بيشة حوالي 25 كيلو متر باتجاه الجنوب، كما تبعد عنها قرية الشط حوالي 3 كيلو متر باتجاه الشمال على الطرف المقابل من وادي بيشة.
وتضم القرية عدداً من المدارس والمساجد ومركزاً صحياً أولياً وملعباً لكرة القدم. كما وقد ضربت القرية عدد من السيول خلال السنوات الماضية.